# دینکو پالکا
دینکو پالکا (کرواتی: Dinko Paleka؛ زادهٔ) بازیگر، و بازیگر تلویزیون اهل کرواسی است.